# Jacob Isler
Jacob Isler (* 14. September 1758 in Wohlen; † 27. September 1837 ebenda; heimatberechtigt in Wohlen) war ein Schweizer Kaufmann in der Strohgeflechtbranche und Politiker. Er gilt als Pionier des internationalen Handels mit Strohhüten und -geflechten und war der erste Gemeindeammann seiner Heimatgemeinde. Im Jahr 1787 gründete Isler in Wohlen die Firma Isler & Vock as welcher sich die Jacob Isler & Co, ein führender Betrieb der Strohverarbeitung, entwickelt hat.

## Biografie
Der älteste Sohn des Geflechthändlers Kleinpeter Isler und von Anna Wohler erhielt von seinem Vater eine kaufmännische Ausbildung. Danach betrieb er zunächst einen kleinen Handel mit Eisenwaren, landwirtschaftlichen Geräten und Tuch. Zwar waren die Freien Ämter, zu denen Wohlen gehörte, damals schon für Strohgeflechte und Strohhüte bekannt, doch war der Handel auf die benachbarten Regionen beschränkt. 1783 gründete Isler zusammen mit seinem Vater und sieben weiteren Geflechthändlern die erste Handelsgesellschaft, die das Absatzgebiet auf die ganze Schweiz und den süddeutschen Raum ausdehnte. Uneinigkeit führte 1787 zur Auflösung der Gesellschaft, woraufhin Isler sich mit Jacob Vock zur Firma Isler & Vock zusammenschloss.
Mit Hilfe seiner sechs Söhne weitete Isler nach der Jahrhundertwende den Handel in weite Teile Europas aus und erlangte dadurch grossen Wohlstand. Andere Händler folgten seinem Beispiel, wodurch sich Wohlen zum Strohflechterei-Zentrum mit internationaler Ausstrahlung entwickelte. Nach Vocks Ausscheiden im Jahr 1818 war die Firma Jacob Isler & Co. nunmehr ein reines Familienunternehmen. Isler richtete in den umliegenden Gemeinden Flechtschulen ein, um die Qualität der in Heimarbeit hergestellten und zur Weiterverarbeitung vorgesehenen Strohgeflechte zu verbessern.
Nach der Ausrufung der Helvetischen Republik im April 1798 gehörte Isler dem Rat der Munizipalität Wohlen an. Mit dem Inkrafttreten der Mediationsverfassung im März 1803 gelangte Wohlen zum Kanton Aargau. Isler wurde daraufhin zum ersten Gemeindeammann gewählt und übte dieses Amt bis 1812 aus. Von 1808 bis 1831 war er auch Mitglied des Aargauer Grossen Rates. 1823 zog er sich aus dem Geschäftsleben zurück.
Das 1787 von Isler gegründete Unternehmen entwickelte sich zu einem der führenden der Branche und nahm 1927 die Rechtsform einer Aktiengesellschaft an. Es bestand als Jacob Isler & Co. AG bis zur Auflösung im Jahr 1991 weiter. 1819 liess Isler am Kirchenplatz ein repräsentatives Wohn- und Geschäftshaus errichten, das damals zu den grössten und luxuriösesten Gebäuden Wohlens gehörte. Heute trägt es den Namen Emmanuel-Isler-Haus (nach seinem Enkel) und dient als römisch-katholisches Kirchgemeindehaus.